# Теле-епідеміологія
Теле-епідеміологія - це  наука про застосування телекомунікацій для епідеміологічних досліджень і застосування, включаючи космічні та Інтернет-системи.
Теле-епідеміологія використовує супутникові комунікації для дослідження або підтримки розслідувань спалахів інфекційних захворювань, включаючи повторне виникнення хвороб. Вона застосовує космічні системи (наприклад, ГІС, GPS, SPOT5), використовуючи природні показники та дані з місць (наприклад, NDVI, Meteosat, Envisat), для оцінки ризиків для здоров'я людей та тварин. Застосування теле-епідеміології у космосі розширюється до спостереження за станом здоров'я та реагування на надзвичайні ситуації у сфері охорони здоров'я.
Застосування теле-епідеміології в Інтернеті включає збір епідеміологічних даних для створення звітів у мережі та картографування хвороб у реальному часі. Це передбачає збір та структурування епідеміологічних даних з новин та соціальних медіа, а також їх картографування чи звітування для використання в наукових дослідженнях чи громадському охороні здоров'я. Наприклад, HealthMap і ProMED-mail – це веб-сервіси, які картографують та надсилають по електронній пошті інформацію про глобальні спалахи хвороб.
Офіс ООН з питань космічного простору часто згадує телеохорону здоров'я, яка об'єднує зв'язок та інформаційні технології, такі як телемедицина і теледогляд, із управлінням у галузі охорони здоров'я.

## Клінічні застосування
- Теле-епідеміологія надає інформацію в реальному часі про поширення хвороб, зменшує ризик заразних захворювань, покращуючи реакцію медичних служб, особливо у вразливих групах. Вона підсилює управління розповсюдженням інфекцій і служить інструментом для виявлення, оцінки та втілення епідеміологічних даних у стратегії лікування та профілактики, покращуючи клінічні результати. Теле-епідеміологія корисна для бізнесу, мандрівників, охорони здоров'я та урядових структур, пропонуючи дані для систем раннього попередження.

## Доклінічні застосування
- Застосування теле-епідеміології у клінічній практиці ще не є широко поширеним. Космічні системи важливі для досліджень і громадської охорони здоров'я, але їх використання зазвичай ініціюють не прямо державні органи охорони здоров'я. Дані доступні онлайн і можуть використовуватися для досліджень. Вони також можуть поширюватися через інтернет-звіти про спалахи хвороб для картографування у реальному часі. Платформи, такі як HealthMap і ProMED-mail, показали значну користь у глобальному здоров'ї.

## Переваги
Космічні ініціативи в галузі теле-епідеміології, які використовують супутники, збирають екологічну інформацію для відстеження спалахів хвороб. Консорціум S2E у Франції використовує супутники для збору даних про рослинність, метеорологію та гідрологію. Ці дані разом із клінічною інформацією про людей і тварин дозволяють створювати прогностичні математичні моделі для передбачення спалахів хвороб.
Веб-служби теле-епідеміології збирають інформацію з різних джерел для спостереження за хворобами та потенційними спалахами. ProMED-mail та HealthMap збирають світові епідеміологічні дані багатьма мовами. Ці безкоштовні служби дозволяють медичним працівникам та широкій громадськості отримувати надійну інформацію про спалахи хвороб з усього світу в реальному часі.

## Недоліки
Космічні методології потребують інвестицій у збір та управління епідеміологічною інформацією, що може бути недоступним або технологічно невиконуваним для країн, що розвиваються. Успіх таких методів залежить від точності наземних даних, які збирають кваліфіковані фахівці з громадського здоров'я, але в країнах, що розвиваються, може бракувати необхідних лабораторних і епідеміологічних ресурсів.
Веб-орієнтовані ініціативи теле-епідеміології, як HealthMap, зіштовхуються з викликами, відмінними від космічних методологій. Вони збирають дані з різноманітних джерел, у тому числі з свідчень очевидців та онлайн-новин, що робить їх залежними від інформації третіх сторін, чия достовірність не завжди гарантована.